# Bangkok Airways-vlucht 266
Bangkok Airways vlucht 266 was een vlucht van Bangkok Airways die op 4 augustus 2009, rond 14.00 lokale tijd (08.00 GMT), verongelukte op de luchthaven van Koh Samui in Thailand. Het toestel, een ATR 72, gleed na de landing door op de landingsbaan en raakte daarna de oude verkeerstoren. Hierbij kwam één persoon om het leven; de gezagvoerder van het toestel. Er raakten 34 inzittenden gewond. Er zaten ten minste negen Nederlanders in het toestel, drie van hen raakten lichtgewond.

## Toestel
Het verongelukte toestel, de Pha Ngan, was een ATR 72-212A met registratie HS-PGL.
Het tweemotorig turboprop-passagiersvliegtuig, gebouwd door de Frans-Italiaanse vliegtuigbouwer ATR, maakte de eerste vlucht op 6 juni 2001 met de Franse registratie F-WWER. Het toestel kwam in dienst bij Bangkok Airways op 16 juli 2001. Op 29 mei 2006 werd het vliegtuig in gebruik genomen door Siem Reap Airways International, waarna het op 7 januari 2009 weer in dienst kwam bij Bangkok Airways.